# والتر أتكينسون
والتر أتكينسون (بالإنجليزية: Walter Atkinson)‏ (31 أغسطس 1920 - 1 يونيو 2009) هو لاعب كرة قدم بريطاني (وحمل سابقاً جنسية المملكة المتحدة لبريطانيا العظمى وأيرلندا) في مركز الوسط. لعب مع نورويتش سيتي.